# Občanská výchova (film)
Občanská výchova (v originále Die fetten Jahre sind vorbei) je německý dramatický film z roku 2004 režiséra Hanse Weingartnera. Hlavní role ztvárňují Daniel Brühl, Julia Jentsch a Stipe Erceg. Představují tři berlínské aktivisty proti kapitalismu, kteří se ocitnou v milostném trojúhelníku. 

## Obsazení
| Daniel Brühl      | Jan               |
| Julia Jentsch     | Jule Bergmann     |
| Stipe Erceg       | Peter             |
| Burghart Klaußner | Justus Hardenberg |

## Vznik filmu

### Vývoj a postavy
Podle Weingartnera byl film ovlivněn jeho minulostí jako politického aktivisty. Popisuje deset let jeho života, když se snažil politické hnutí pro uspokojení svých ideálů. Snímek tak považuje za autobiografii a jeho hraje Daniel Brühl. Režisér se rozhodl pro nenásilnou cestu, protože násilí „pouze dělá systém silnější“ a poukazuje na frakci Rudé armády, která „prakticky vyvraždila celé levicové hnutí v Německu... protože dali policii záminku se opravdu vyzbrojit a vytvořit ještě větší totalitní systém“. Místo toho dal Weingartner svým postavám „poetickou rezistenci“.
Ačkoliv si Daniel Brühl myslel, že film je „velmi realistický“, byl nespokojen s nevěrohodností své postavy. Herec se cítil „připoutaný“ k Janovi a obdivoval jeho „odvahu, se kterou chce měnit způsob, jakým se věci dějí, aby jednal a obhajoval též své ideály“. Na druhou stranu shledával ale také  „hodně utopické a naivní, že všichni tři tak moc riskují, aby se vloupali do domu někoho bohatého, aby jim přestěhovali věci.“
Věrohodnost milostného trojúhelníku byla pro Weingartnera velmi důležitá, on sám se v něm minulosti také jednou ocitl. Ačkoliv herci zpočátku nevěřili, že by Peter mohl odpustit Janovi a Jule jejich zradu, tak Weingartner využil tuto situaci, aby popsal svůj pohled na přátelství: „Přátelství znamená pro něj více, než buržoazní morální hodnoty. Peter Jule miluje, on ji nevlastní. Když se Jule zamiluje do Jana, tak Peter může říci, že jejich láska je nádherná věc přibarvená rebelií, je to tedy společné odmítnutí sociálního omezení.“

### Natáčení
Weingartner řekl, že obdržel od americké produkční společnosti nabídku na produkování, která byla tak štědrá, že by „do konce života nemusel pracovat“. On ji ale odmítl a rozhodl se film produkovat prostřednictvím svých dvou menších, ale vlastních produkčních společností, y3film a coop99, jako nízkorozpočtový film. Weingartner film financoval z půjčky na 250 000 euro, kde mu jako zástava sloužil dům rodičů. Film se točil na ruční digitální kameru, což režisérovi umožňovalo „prozkoumat prostor a dát hercům povolení jít kamkoliv chtějí“. Weingartner chtěl technicky jednoduchý film zaměřený na herce. Jeho rozhodnutí udělat nízkorozpočtový film bylo záměrné: „Více peněz znamená více tlaku. Tímto způsobem jsem mohl využít omezený štáb a byl jsem schopný nastavit natáčecí plán, jak jsem chtěl - obvykle. Obrovskou výhodou tvorby tohoto druhu filmařské tvorby je právě ona rychlost.“ Většina filmu se natáčela v Berlíně, s výjimkou scén z rakouských Alp.

### Casting
Postava Petera byla napsána přímo pro herce Stipeho Ercega, když ho Weingartner viděl „ve filmu svého kamaráda“. Daniela Brühla, v té době již známého populárního herce, režisér znal a viděl ho jako „perfektního parťáka“ pro Ercega. Burghart Klaußner byl obsazen, protože podle slov režiséra byly mezi nimi „správná energie a naladění“. Nejsložitější bylo obsazení hlavní ženské role Jule. Weingartner hledal vhodnou představitelku osm měsíců a když objevil Julii Jentsch, tak zrovna pracovala jiném filmu, on si ale byl jistý, že našel „perfektní herečku“, a tak odložil natáčení. 

## Témata
Weingartner poznamenal, že film je „o ekonomické revoluci, o chudých proti bohatým“. Nicméně se potýká s „mnoha dalšími tématy“ a „motivy revoluce, rebelantství“ a toho, „jak člověk může změnit běh svého života“, jsou těmi hlavními. Podobně se vyjádřil také Brühl: „je tam mnoho odlišných věcí, které si z toho můžete vzít“, protože film také pojednává o generačním konfliktu a příběhu o lásce a přátelství. 
Hardenbergova „psycho-sexuální převaha“ oproti hlavním hrdinům symbolizuje to, co Weingartner považuje za „zradu evropské levice od pamětníků éry hippies, jako byli Joschka Fischer, Gerhard Schroder — a Tony Blair.“
I když je předmět filmu politický, tak Weingartner prohlásil, že „celá myšlenka filmu je hravá. Film je plný vtipů. A radosti. Někde jsem četl, že děti se smějí víckrát, než stopadesátkrát denně. Dospělí se rozesmějí pouze desetkrát denně. Tedy chci, aby se lidé smáli. Chci, aby se podívali na film a bavili se.“